# Плавуша (филм)
Плавуша (енгл. Blonde) је амерички биографски филм из 2022. године, у режији и по сценарију Ендруа Доминика. Темељи се на истоименом роману Џојс Керол Оутс. Измишљени је приказ живота и каријере америчке глумице Мерилин Монро, коју тумачи Ана де Армас. Споредне улоге глуме: Ејдријен Броди, Боби Канавале, Завијер Самјуел и Џулијана Николсон.
Уз промену односа ширине и висине, већина филма је приказана у црно-белој боји, док су остали делови у боји. Продуценти су Диди Гарднер, Џереми Клајнер, Трејси Ландон, Бред Пит и Скот Робертсон, док је производња филма након дугог периода развоја, који је почео 2010. године, званично започела у августу 2019. у Лос Анђелесу. Завршена је у јулу 2021, након пандемије ковида 19. Филм је изазвао контроверзу и озлоглашеност због своје глумачке поставе, графичког сексуалног садржаја и статуса првог филма са оценом NC-17 који је приказан путем услуге стриминга.
Премијерно је приказан 8. септембра 2022. године на Филмском фестивалу у Венецији, док је 16. септембра приказан у одабраним биоскопима, а 28. септембра и за Netflix. Добио је помешане рецензије критичара, уз похвале за глуму Де Армасове, док је Домиников приказ живота Монроове изазвао поједине критике. Поједини критичари су сматрали да заплет традиционалном биографском филму освежавајући, док су га други критиковали као експлоататорски и дехуманизујући.

## Премиса
Након трауматичног детињства, 1950-их и раних 1960-их Норма Џин Мортенсен је постала глумица у Холивуду. Светски је позната под псеудонимом Мерилин Монро (Ана де Армас). Међутим, њене улоге су у потпуној супротности са личним љубавним проблемима, експлоатацијом, злоупотребом моћи и зависношћу од лекова.

## Улоге
| Глумац            | Улога                    |
| ----------------- | ------------------------ |
| Ана де Армас      | Мерилин Монро            |
| Ејдријен Броди    | Артур Милер              |
| Боби Канавале     | Џо Димаџо                |
| Џулијана Николсон | Гледис Перл Бејкер       |
| Каспар Филипсон   | Џон Кенеди               |
| Тоби Хас          | Алан Снајдер             |
| Сара Пакстон      | госпођица Флин           |
| Дејвид Воршофски  | Дарил Ф. Занук           |
| Еван Вилијамс     | Едвард Г. Робинсон Млађи |
| Завијер Самјуел   | Чарлс Чаплин Млађи       |
| Мајкл Масини      | Тони Кертис              |
| Лук Вориски       | Џејмс Дин                |
| Спенсер Гарет     | председников сведок      |
| Ребека Високи     | Ивет                     |
| Нед Белами        | Док Фел                  |
| Ерик Матини       | Џозеф Котен              |
| Кетрин Дент       | Џин                      |
| Хејли Веб         | Брук                     |
| Иден Ригел        | Естер                    |
| Патрик Бренан     | Џо                       |
| Равил Исјанов     | Били Вајлдер             |